# Анастасия (песня)
«Анастасия» — песня 1979 года из репертуара Юрия Антонова, написанная им в соавторстве с Леонидом Фадеевым.

## История создания
Это первая песня из цикла музыкальных произведений, созданных творческим дуэтом Фадеева и Антонова.
По словам Фадеева, он случайно увидел Юрия Антонова в ресторане Дома композиторов, рискнул подойти и набросал первый вариант стихотворения буквально на салфетке. Сам Антонов рассказывал о её создании так: «Я взял эту салфеточку, аккуратненько её сложил, положил в пиджачок, пришёл домой и забыл. Она лежала неделе две-три. Я вытаскиваю бумажку, а это текст „Анастасии“. У меня было настроение благодатное, я сел за рояль и начал что-то там ковырять и сделал „Анастасию“».
По одной из «народных» версий, песня посвящена немецкой актрисе Настасье Кински, с которой Антонов был знаком. Как неоднократно заявляли авторы, имя Анастасия является случайным и не имеет отношения к биографии кого-либо из них.
Песня была выпущена в 1979 году на грампластинке, являющейся аудиоприложением к журналу «Кругозор», в сопровождении ВИА «Аракс».
«Новую жизнь» песня обрела в 1995 году, когда Антонов исполнил её на своём юбилейном концерте. В 2009 году её впервые исполнил Сергей Лазарев.
Как отмечает Антонов, на концертах он исполняет её редко, так как песня «довольно сложная для вокала».